# Quercus muehlenbergii
Quercus muehlenbergii är en bokväxtart som beskrevs av Georg George Engelmann. Quercus muehlenbergii ingår i släktet ekar, och familjen bokväxter. Inga underarter finns listade.

## Bildgalleri

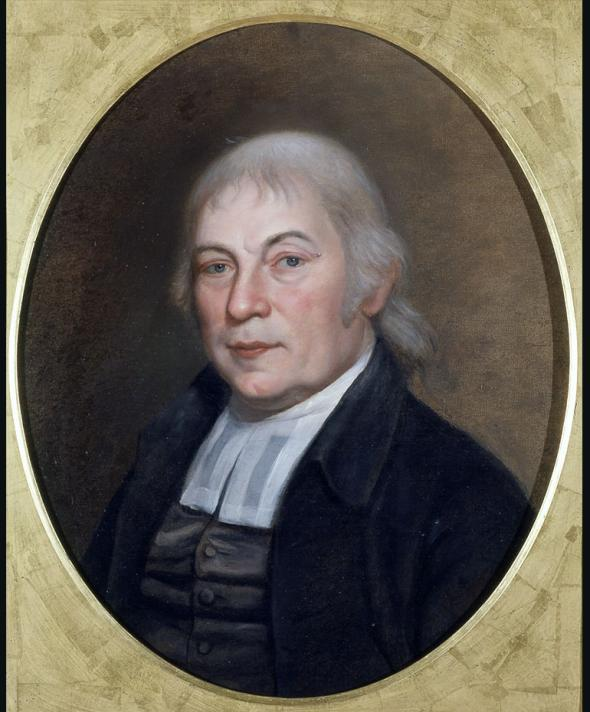
Henry Ernst Muhlenberg